# 连新路
連新路是廣東省廣州市越秀區的一條南北走向的道路，在觀音山腳中山紀念堂側邊，位於應元路以南，中山五路以北。全長943米，寬15米。

## 歷史
清代時北段為九龍街，南段為連新街。1920年，市政府擴建連新街成連新路。連新路原來位於應元路與公園路之間。1990年代，由於地鐵一號綫工程，公園路、中山五路封閉，而連新路亦延長至中山五路。
越秀山腳原有檀度庵（今廣東科學館後），原是尚可喜劃給靖南王的格格出家而建。
1930年代紀念堂側邊已建立市警察局德宣分局（今广州市公安局越秀区分局），北端附設廣州特別市警察家屬學校，時校歌：「省會警察於有功，栽培子弟抽其勇，英才作用重啟蒙，德智體群（群眾觀點）意貫通，學齡兒童、學齡兒童成為國主人翁。主人翁、主人翁，保我華夏熊亞東......」，後學校遷雙門底鹽司街，原址變成警察宿舍（現廣東科學館）。
九龍街在擴路打通後，至1980到90年代尚餘應元路北一小段，現已不存。唯越秀山腳廣州市老幹部療養院，保留九龍街老幹部大院稱呼。

## 特色
連新路，位處市中心，鄰近省府、市府，環境相對幽靜。中段有較多民國時代建築，但亦有新高尚住宅發展。南段近中山五路一帶，有較多旅行社經營。

## 道路旁著名建築

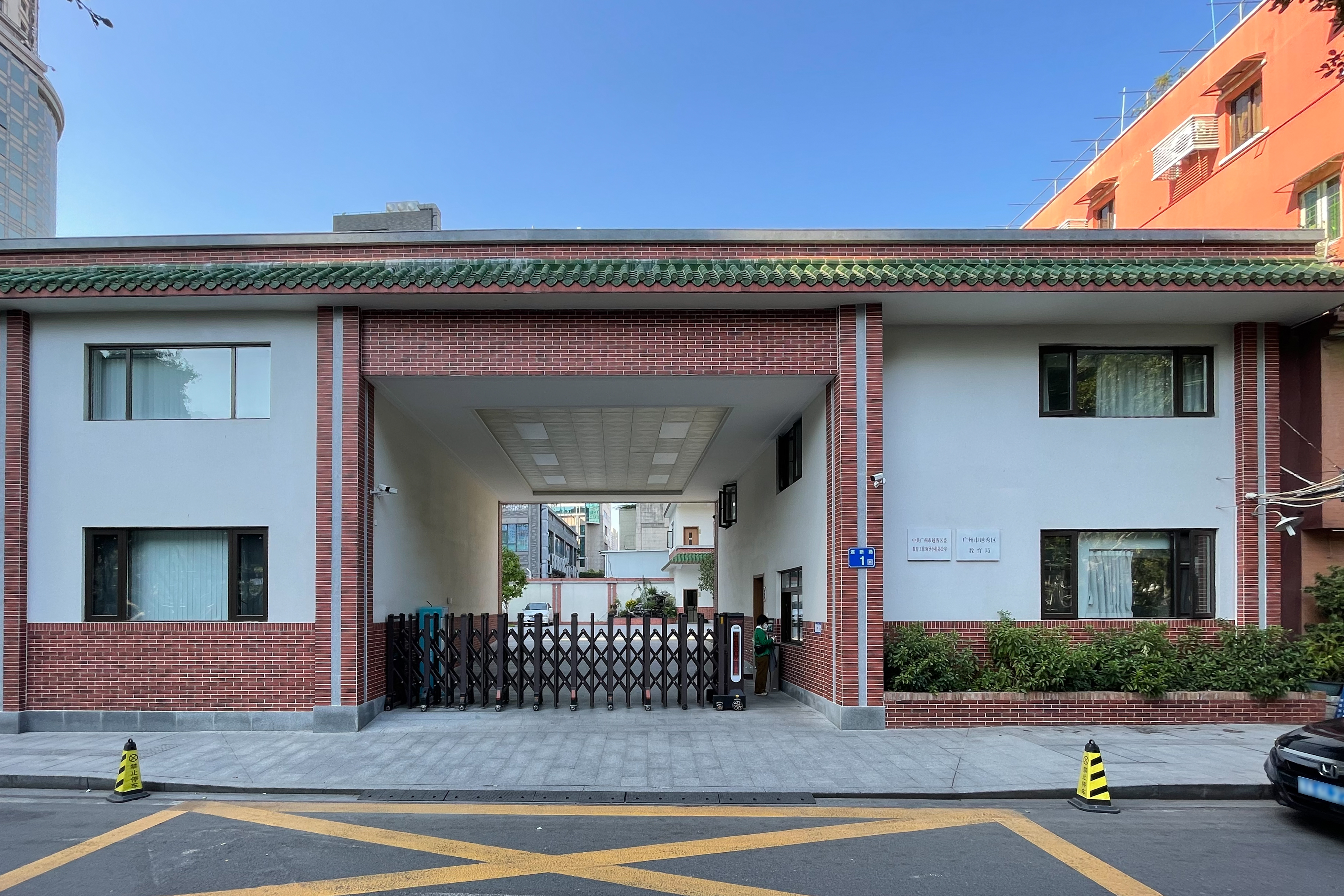
位于连新路1号的越秀区教育局

由北至南排列
- 中山紀念堂
- 廣東省科學館
- 人民公園
- 廣州市司法局
- 動漫星城
- 广州市越秀区教育局

## 與之交匯道路
道路顺序由北往南排列
- 应元路
- 东风中路
- 府前路
- 公園路（已併入人民公园南廣場）
- 中山五路

## 交通
- 广州地铁1号线公園前站
- 广州地铁2号线公園前站、紀念堂站

均在鄰近連新路位置設有出口。